# Fosca
Fosca – miasto w Kolumbii, w departamencie Cundinamarca.